# Кале (Евла)
Кале (на македонска литературна норма: Кале) е антична и средновековна крепост над ресенското село Евла, Северна Македония.

## Местоположение
Калето се намира на 2,5 km западно-северозападно от Евла, в източните склонове на Петринската планина. Представлява 60-80 m висок хълм между две дълбоки долини, вдадени на 2,5 km в планината. Старият път от Преспа за Охрид минава покрай Калето, а оттук се изкачва до прохода на билото Изток. Този маршрут е със 17 km по-къс от северния маршрут — през прохода Буковик, през който днес минава пътят Ресен - Охрид. В древността Виа Егнация е използвал северния път за движение на коли, докато по-южния път — през Евла — е използван само за коне, тъй като проходът през Изток е с 500 m по-висок от този през Буковик, а и е много стръмен.

## История

### Античност
Хълмът е заравнен отгоре и има стръмни склонове. Снабден е с достатъчно вода и е защитен от студени ветрове. През Късната античност около удълженото пространство с размери 230 х 45 m (1,3 ha) е изградена стена. Западната част е била затворена в малък акропол и укрепен с издадена кула. Открити са парчета късноантична керамика и тегули. В югоизточното подножие, близо до пътя, са разкрити гробове с находки от IV век.

### Средновековие
Средновековни останки не са открити, но добре запазената стена сочи употреба и през Средновековието. Според Скилица византийският император Василий II Българоубиец връщайки се от превзетия Охрид към град Преспа през една висока планина (Изток - Петрино), той бързо построил на нея крепост (фрурион) и я нарекъл Василида. Крепостта трябвало да пази планинския проход между двете езера и двете столици. Очевидно е, че Василий не е имал време да построи нова крепост, това би отнело няколко месеца. Ето защо той използвал една от добре запазените крепости по този път, ремонтирал я и оставил гарнизон в нея.
Според Иван Микулчич Евленското кале, заедно с разположеното на 4 km западно Кале в землището на Петрино са фрурионът Василида, възстановен през 1015 година на планинския път между Охрид и Преспа. Томо Томоски също идентифицира Кале със селището Василида.